# Esclusa Vell
Esclusa Vell és una masia situada al municipi de Navès, a la comarca catalana del Solsonès.